# ويليام ك. برستون
ويليام ك. برستون (بالإنجليزية: William C. Preston)‏ هو محامي وسياسي أمريكي، ولد في 27 ديسمبر 1794 في الولايات المتحدة، وتوفي في 22 مايو 1860 في نفس البلد. حزبياً، نشط في Nullifier Party ‏ وحزب اليمين. وقد انتخب عضو مجلس نواب كارولاينا الجنوبية وانتخب عضو مجلس الشيوخ الأمريكي.